# Вентидий Куман

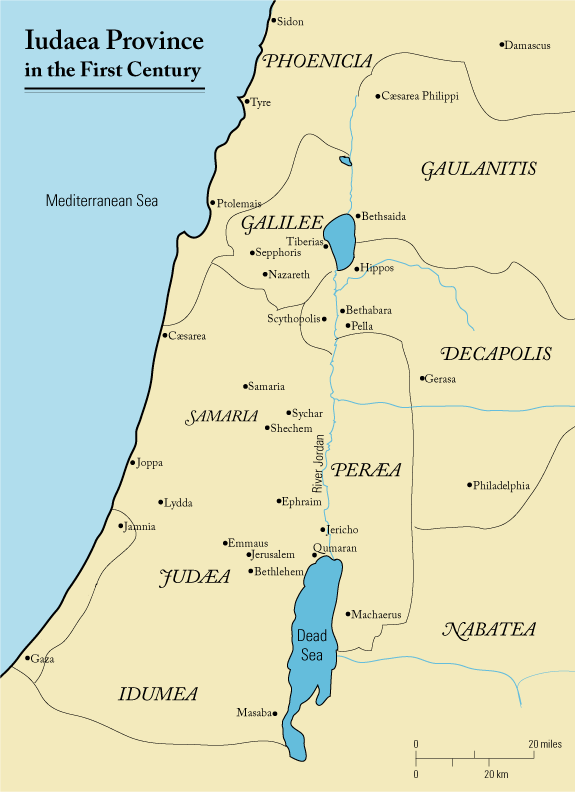
Иудея в I веке н. э.

Венти́дий Кума́н (лат. Ventidius Cumanus; умер после 52 года) — древнеримский прокуратор Иудеи в 48—52 годах.

## Биография
Согласно Тациту, он разделял прокуратуру с Антонием Феликсом; Феликс стоял во главе Самарии, а Куман — Галилеи. Такое разделение неизвестно Иосифу Флавию, и хотя принято Т. Моммзеном, но отвергается Э. Шюрером.
Еврейский историк Г. Грец, который следует Тациту относительно раздела, вынужден был исправить текст; согласно с этим, Самария принадлежала Куману, а Галилея — Феликсу.
Прокураторство Кумана совпало с бурным периодом жизни Иудеи незадолго до последнего иудейского восстания. Он должен был подавить три восстания, последнее из них вызвало его падение. Первое произошло во дворе храма во время праздника Пасхи, когда один из римских солдат (которые всегда присутствовали здесь для того, чтобы поддерживать порядок в толпе) оскорбил евреев своим дерзким поведением. Происшедший при этом беспорядок был усмирен солдатами, и многие из собравшихся (по Иосифу Флавию, больше 3000) были избиты до смерти. Второе волнение тоже было вызвано римским солдатом. Еврейские разбойники напали на римского офицера близ Бет-Хорон. Солдаты, посланные Куманом для восстановления порядка, разграбили окрестные деревни, и один из них разорвал свиток Закона. Это сильно возмутило евреев, и они послали многолюдную депутацию к прокуратору в Кесарию и успокоились только тогда, когда солдат был приговорен к смерти. Столкновение самарян с иудеями послужило поводом к третьему волнению. Один галилеянин, отправлявшийся в Иерусалимский храм, был убит в Геме или в Гинее.
Куман не решился наказать самарян; говорят даже, что он был ими подкуплен. Иудеи, во главе с зилотами Елеазаром, сыном Динея, и Александром, сами отмстили самарянам, несмотря на попытки влиятельных лиц Иерусалима сдержать их. Куман перевёл войска из Себасты в Кесарию; но в это же время и самаряне, и иудеи отправили депутации к Уммидию Квадрату, наместнику Сирии, который одновременно приказал умертвить в Кесарии и в Лидде всех принимавших участие в восстании.
Первосвященники Ионафан и Ананий, сын последнего Анан, главари самарянского восстания, Куман и военный трибун Целер были вызваны в Рим к императору. Клавдий приговорил к смерти трёх вождей самарян, сослал Кумана, а Целера приказал обезглавить в Иерусалиме. Этот приговор состоялся под влиянием Агриппы II и Агриппины Младшей, жены императора.
Согласно Тациту, столкновение самарян с иудеями было возбуждено ссорою двух прокураторов, и сам Квадрат судил их. Антоний Феликс был освобожден от наказания, так как он был братом любимца императора Марка Антония Палланта и зятем царя Агриппы.

## Источник
- Куман, Вентидий // Еврейская энциклопедия Брокгауза и Ефрона. — СПб., 1908—1913.